# جسيم نانوي
الجسيم النانوي(1) في تقنية النانو يعرف أنه جسم يتصرف بوصفه وحدةً كاملةً من حيث انتقاله وخصائصه. وتصنف أيضا وفق الحجم: من حيث القطر، الجسيمات دقيقة تتراوح ما بين 100 و 2500 نانومتر، في حين تُصنف الجزيئات متناهية الصغر بحجم يتراوح بين 1 و 100 نانومتر. وبصورةٍ مماثلةٍ للجزيئات متناهية الصغر، فإن الجسيمات النانوية تتراوح ما بين 1 و 100 نانومتر. وقد لا تحمل الجزيئات النانوية نفس خصائص المرتبطة بالحجم، والتي قد تختلف بصورةٍ واضحةٍ عن تلك التي يمكن ملاحظتها في الجسيمات الدقيقة أو المواد السائبة. على الرغم من أن حجم معظم الجزيئات ستناسب مع العرض السابق، إلا أن الجزيئات الفردية غالباً ما لا يشار إليها على أنها جسيمات نانوية.
تتسم العناقيد النانوية بوجود بعدٍ واحدٍ على الأقل يتراوح بين 1 إلى 10 نانومتر بالإضافة إلى توزيع صغير الحجم. كما تعد المساحيق النانوية كتلاً من جسيماتٍ متناهيةٍ الصغر الجسيمات النانوية بالإضافة إلى العناقيد النانوية. وغالباً ما يشار إلى البلورات المفردة نانوية الحجم أو الجسيمات مفردة النطاق متناهية الصغر على أنها بلورات نانوية. وتتركز أبحاث الجسيمات النانوية حالياً حول الفائدة العلمية المكثفة، بسبب التنوع العريض للتطبيقات المحتملة في المجالات الطبية الحيوية والبصرية والإلكترونية.

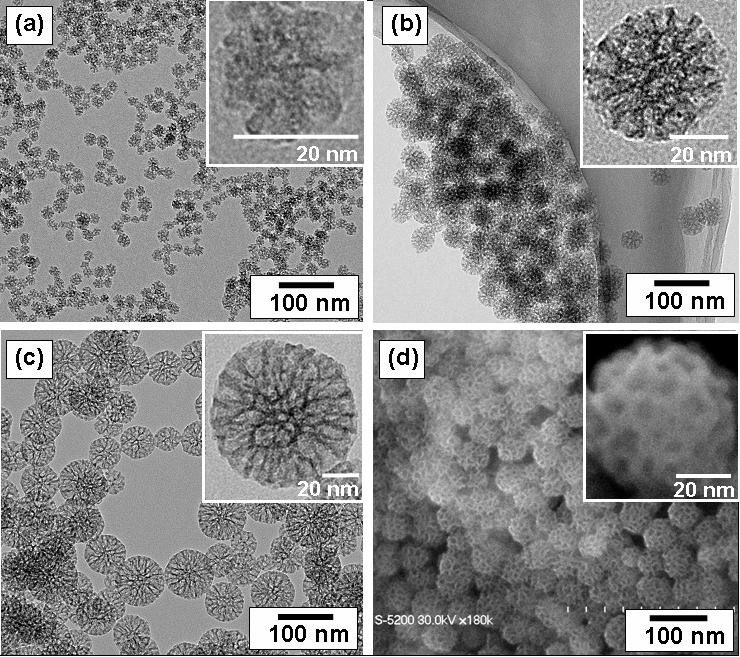
صور (a, b, and c) باستخدام مجهر بث إلكتروني تمثل جسيمات سيليكا نانوية مسامية جُهِّزَت بمقياس القطر الخارجي: (a) 20 نانومتر، (b) 45 نانومتر و (c) 80 نانومتر. أما (d) تمثل صورةً مماثلةً للصورة (b) باستخدام مجهر ماسح إلكتروني. وتمثل مجموعة الصور تلك تكبيراً عالياً لجسيمات السيليكا.

و قد أسفرت مبادرة التقانة النانوية الوطنية عن توفير تمويلاً ضخماً سخياً لأبحاث الجزيئات النانوية في الولايات المتحدة.

## خلفية
على الرغم من أن الجسيمات النانوية تعد اختراعاً في مجال العلم الحديث، إلا أن لها تاريخاً قديماً جداً. حيث كان الحرفيين يستخدمون الجسيمات النانوية منذ القرن التاسع الميلادي في بلاد ما بين النهرين بهدف الحصول على تأثيرٍ براقٍ لأسطح الأواني والقدور.
و حتى في أيامنا هذه، فإن صناعة الفخار في العصور الوسطى وعصر النهضة غالباً ما يتم اكسابها بريقاً معدنياً ملوناً إما بالذهب أو النحاس. وينتج هذا البريق عن استخدام طبقةٍ معدنيةٍ على السطح الشفاف أثناء عملية التزجيج. وقد تظل طبقة البريق أو اللمعان مرئية لو كان للشريط مقاومة لأكسدة الجو وظرف المناخ الأخرى.
و يكون البريق أو اللمعان متواجداً بالطبقة نفسها، والتي تحتوى أو تشتمل على جسيمات الفضة والنحاس والمتناثرة بصورةٍ متجانسةٍ في المصفوفة الزجاجية بالخزف المصقول. وقد انتج الحرفيين المهنيين تلك الجسيمات النانوية من خلال إضافة النحاس وأملاح الفضة وكذلك الأكاسيد المختلفة جميعها مع الخل وأكسيد الرصاص بالإضافة إلى الطين أو الصلصال، على سطح الأواني الفخارية المصقولة مسبقاً. ثم يُوَضَّع ذلك الجسم بعد ذلك داخل فرنٍ والذي يُسَخَّن ليصل إلى درجة حرارة 600 درجة مؤية في جوٍ تقليصيٍ.
و تصبح الطبقة المصقولة ملساء بفعل حرارة التسخين، مما يؤدي إلى نزوح أيونات النحاس والفضة إلى الطبقات الخارجية من تلك الطبقة المصقولة. ويُخَفِض جو التخفيض الأيونات عائدةً إلى المعادن، والتي تتجمع بعد ذلك معاً مشكلةً الجسيمات النانوية والتي تعطي اللون والتأثيرات البصرية المقصودة.
و من ثم فقد أظهرت أساليب التلميع أن المهنيين القدامى كانت لديهم معرفةً عمليةً أكثر تعقيداً بالمواد. كما نبع ذلك الأسلوب كذلك في العالم الإسلامي. ونتيجة أنه من المحرم على المسلمين أن يستخدموا الذهب في العروض الفنية، فقد فرض ذلك الوضع عليهم ضرورة الحاجة إلى إلى ابتكار طريقةٍ يحصلون منها على نفس التأثير بدون استخدام الذهب الحقيقي. وكان الحل من خلال استخدام البريق أو اللمعان.
و كان مايكل فاراداي أول من قدم وصفاً بمعناه العلمي للخصائص والسمات البصرية للمعادن النانوية في ورقته البحثية الكلاسيكية عام 1857م. في حين أوضح الباحث (تيرنر) في ورقةٍ بحثيةٍ أخرى أن: «من المعروف جيداً عندما تُوْضَع رقائق الذهب أو الفضة على سطحٍ زجاجيٍ ثم يُسَخَّن لدرجة حرارة أقل من الحرارة الحمراء (~ 500 درجةٍ مئويةٍ)، يحدث تغيرٌ ملحوظٌ في الخصائص، حيث يتم إتلاف استمرارية الطبقة المعدنية. وتكون النتيجة أن ينتقل الضوء الأبيض بحرية، ويتلاشى الانعكاس بصورة تلقائيةٍ نتيجةٍ لذلك، في حين تتزايد المقاومة الكهربائية.»

## الاتساق
تتطلب عمليتي المعالجة والتركيب الكيميائي للمكونات التقنية عالية الأداء بالقطاعات الخاصة، الصناعية والعسكرية استخدام الخزفيات عالية النقاء، المبلمرات، الخزف الزجاجي، وكذلك مواد مركبة. وفي الأجسام المكثفة المكونة من المساحيق الناعمة، غالباً ما تسفر أحجام وأشكال الجسيمات النانوية الغير منتظمة في المسحوق المثالي، عن مورفولوجياتٍ للتعبئة الغير متماثلة والتي ينتج عنها تباينات كثافة التعبئة في علبة المسحوق.
كما قد يثير تكتيل المساحيق اللاإرادي الناتج عن قوى فان دير فالس الجاذبة انعدام التجانس للبنيات الدقيقة. وترتبط الضغوط المختلفة والتي تتطور نتيجةً لعملية الانكماش الغير متسقة مباشرةً مع المعدل الذي عنده يمكن إزالة المذيب، ومن ثم يصبح معتمداً بصورةٍ عاليةٍ على توزيع المسامية. وتصاحب تلك الضغوط عملية تحولٍ للبلاستيك إلى صورةٍ هشةٍ في الأجسام المدمجة، ويمكن أن تؤدي إلى انتشار الشقوق في الجسم المتسق لو لم يتم تخفيفه.
هذا بالإضافة إلى أن التقلبات التي تحدث في كثافة الرص بالمادة المدمجة عندما تُعَدُّ لوضعها بالفرن غالباً ما تتضخم خلال عملية التلبيد، متضمنةً عملية التكثيف كذلك. كما تم توضيح أن بعض المسام والعيوب البنائية الأخرى والمصاحبة لتباينات الكثافة تلعب دوراً حاسماً في عملية التلبيد من خلال النمو ومن ثم الحد من كثافة النقطة الطرفية. كما تم توضيح كذلك أن الضغوط المختلفة الناجمة عن عملية التكثيف المتغايرة قد تسفر عن انتشار الشقوق الداخلية، حيث تصبح العيوب حينئذٍ قوةً مسيطرةً.
نتيجةً لذلك يبدو أنه من المرغوب أن يتم معالجة المادة بطريقةٍ تكون خلالها متسقةً فيزيائياً مع مراعاة توزيع المكونات والمسامية، بدلاً من استخدام توزيعات حجم الجسيم والتي تزيد وتضخم من الكثافة الخضراء. إن احتواء التجمع المتفرق بصورةٍ موحدةٍ للجسيمات المتفاعلة بقوة في المحلول (المُعَلَق) تتطلب تحكماً تاماً في القوى الموجودة بين الجسيمات. وتوفر الجسيمات النانوية أحادية التشتت والغرويات مثل تلك الإمكانية.
و قد تستقر المساحيق أحادية التفريق للسيليكا الغروانية، على سبيل المثال، بصورةٍ كافيةٍ لضمان درجةٍ عاليةٍ من النظام بالكرسيتال أو المادة الصلبة الغروانية كثيرة البلورات والتي تنجم عن عملية التجمع. وتتحدد درجة النظام بالوقت والمساحة المسموح بهما للارتباطات الناشئة ذات المدى الأطول. كما تعد تلك التركيبات الغروانية كثيرة البلورات المعيبة العناصر الأساسية لعلم المواد الغروانية شبه دقيقة القياس، ومن ثم توفر الخطوة الأولى في مجال تطوير فهماً أكثر دقة لآليات الارتقاء في البنيات الدقيقة في المواد والمكونات عالية الأداء.

## الخصائص

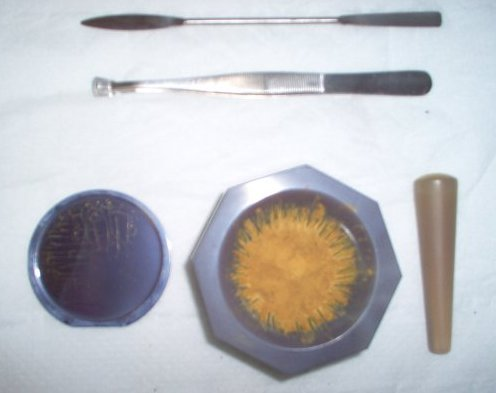
مسحوق السيليكون النانوي

تلعب الجسيمات النانوية فائدةً كبيرةً حيث أنها تمثل جسراً للتواصل بين المواد السائبة والبنى الذرية والجزيئية. حيث يجب أن يكون للمادة السائبة خصائص ثابتة فيزيائياً بغض النظر عن حجمها، إلا أنه غالباً ما يتم ملاحظة الخصائص القائمة على الحجم النانوي. ومن ثم، تغير خصائص المادة باقتراب حجمها من المقياس النانوي، حيث تصبح لنسبة الذرات على سطح المادة أهميتها الخاصة. أما بالنسبة للمواد السائبة والتي يزيد حجمها عن واحد ميكرون، فإن نسبة الذراتن على السطح ليست مهمة في علاقتها مع عدد الذرات في مجموع المادة. كما قد تعزو الخصائص المثيرة وفي بعض الأحيان غير المتوقعة للجسيمات النانوية بصورةٍ كبيرةٍ إلى مساحة سطح المادة الضخم، والتي تسيطر على التوزيعات التي تتم في مجموع تلك المادة.
و على سبيل المثال، غالباً ما تكون الجسيمات النانوية للذهب الأصفر والسيليكون الرمادي حمراء اللون؛ حيث تذوب جزيئات الذهب عند درجات حرارةٍ أقل بمقدار (~ 300 درجةٍ مئويةٍ لحجم 2.5 نانو متر) عن ألواح الذهب والتي تتطلب (1064 درجةٍ مئويةٍ)؛ كما أن امتصاص الأشعة الشمسية في الخلايا الضوئية يكون أعلى في المواد المكونة من جزيئات نانوية عن تلك المتواجدة في الطبقات الرقيقة بالألواح المستمرة للمادة – حيث أنه كلما قل حجم الجسيم، كلما تزايد امتصاص الأشعة الشمسية.
و تتضمن تغيرات الخصائص المعتمدة على الحجم والتي منها التقييد (الحبس) الكمومي quantum confinement في جزيئات أشباه الموصلات، وكذلك صدى سطح البلازمون surface plasmon resonance في بعض الجسيمات المعدنية، بالإضافة إلى البارامغناطيسية الفائقة superparamagnetism في المواد المغناطيسية. ومن المفارقات أن تغيرات الخصائص الفيزيائية ليست دائماً غير مرغوبة. حيث أن المواد العازلة كهربائياً الشفافة الأصغر من 10 نانومتر لها القدرة على تحويل إتجاه مغناطيسيتها استخدام الطاقة الحرارية لدرجة حرارة الغرفة، ومن ثم تصبح غير ملائمة لتخزين الذاكرة.
صار ممكناً الحصول على المعلقات من الجسيمات النانوية منذ أن أصبح تفاعل سطح الجسيم مع المذيب قوياً بدرجةٍ كافيةٍ للتغلب على اختلافات الكثافة، والتي دون ذلك غالباً ما ينجم عنها مادةً إما تطفو أو تغوص في السائل. كما توجد للجسيمات النانوية خصائصاً بصريةً غير متوقعةٍ حيث أنها صغيرة بدرجةٍ كافيةٍ لتحجز الإلكترونات وتسفر عن ظهور مجموعةٍ من التأثيرات الكمومية. وعلى سبيل المثال جسيمات الذهب النانوية تظهر حمراء غامقة اللون إلى سوداء في المحلول.
و توفر مساحة السطح العالية إلى نسبة حجم الجزيئات النانوية قوةً هائلةً دافعةً للانتشار، وخاصةً في درجات الحرارة المرتفعة. إلا أن عملية التلبيد قد تقع في درجات حرارةٍ أقل، وعلى مستويات زمنيةٍ أقصر كذلك عن تلك المطلوبة للجسيمات الأكبر حجماً. إلا أن هذا لا يؤثر نظرياً على كثافة المنتج النهائي، ذلك على الرغم من أن تدفق الصعوبات ونزعة الجسيمات النانوية للتكتل والتجمع تعقد من الأمور. علاوةً على ذلك، فقد وجد أن الجزيئات النانوية تنقل بعض الخصائص الإضافية الأخرى لمنتجات الحياة اليومية. وعلى سبيل المثال، وجود الجسيمات النانوية لثاني أكسيد التيتانيوم تنقل ما نطلق عليه التأثير ذاتي التنظيف، وأن الحجم يكون في مدى القياس النانوي، ومن ثم لا يمكن ملاحظة الجسيمات. وقد وجد أن لجسيمات أكسيد الزنك خصائصٌ معيقةٌ واقيةً من الأشعة فوق البنفسجية بصورةٍ أقوى مقارنةً ببديلها السائب. وهذا يمثل أحد الأسباب الكامنة وراء غالبية استخدامها في إعداد المستحضرات المضادة لأشعة الشمس. هذا بالإضافة إلى أن صورتها غالباً مستقرة.
و تزيد جزيئات الطين النانوية من التعزيز في حالة اندماجها مع مصفوفات البوليمر، مما يسفر عن إنتاج بلاستيكيات أقوى، والتي تتسم بأنها يمكن التثبت منها من خلال درجة حرارة تحول زجاجي أعلى بالإضافة إلى اختبارات الخواص الميكانيكية الأخرى. وتتسم تلك الجسيمات النانوية بالصلابة والتي تنقل خصائصها إلى البوليمر (البلاستيك). كما تم توصيل الجسيمات النانوية كذلك بالألياف النسيجية بهدف إنتاج أقمشة ذكية وظيفية.
أصبح من الممكن تصنيع جسيمات الفلزات والعوازل الكهربائية وأشباه الموصلات النانوية، بالإضافة إلى الهياكل الهجينة (و منها مثلاً قذيفة المحور أو الجوهر. كما يمكن تصنيف الجسيمات النانوية المصنعة من مادة شبه موصلة على أنها من النقاط الكمومية وذلك لو كان حجمها صغيراً بصورةٍ كافيةٍ (عادةً ما تكون أقل من 10 نانومتر) حيث يحدق هنا تكميماً لمستويات الطاقة الكهربائية. وتستخدم مثل تلك الجزيئات النانوية في مجال التطبيقات الطبية الحيوية ومنها ناقل الدواء أو عوامل التصوير.
كما أُمكن تصنيع الجسيمات النانوية شبه الصلبة واللينة كذلك. وتعد الحويصلية أحد أنماط لاجسيمات النانوية لطبيعة المواد شبه الصلبة. وتستخدم العديد من أشكال الجسيمات النانوية الحويصلية في العيادات العلاجية كأنظمة التوصيل للأدوية المقاومة للسرطانات والتطعيمات.

## التصنيع

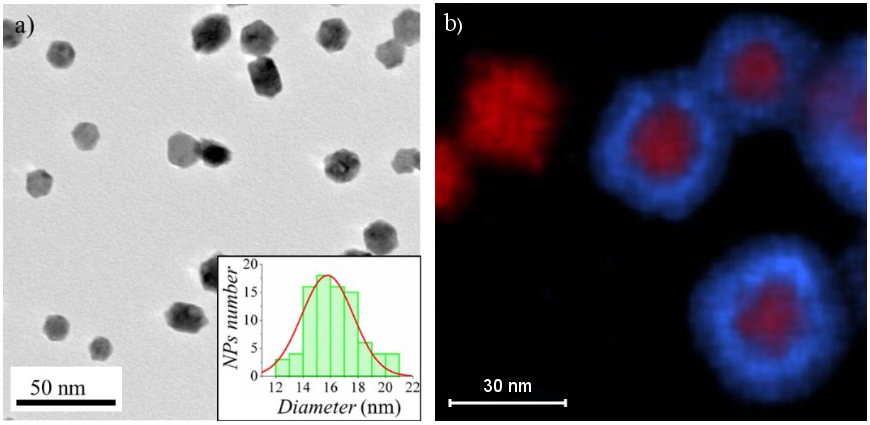
صورة مجهر إلكتروني ناقل (TEM) لجسيمات نانوية من الهافيوم و(ب) رسم الأشعة السينية المشتتة للطاقة (EDX) لجسيمات نانوية من النيكل والنحاس

تتواجد العديد من الطرق لتصنيع الجسيمات النانوية ومنها الاحتكاك أو الاستنزاف والانحلال الحراري. ففي عملية الاحتكاك تحتك الجزيئات الكبيرة والدقيقة في طاحونةٍ كرويةٍ كوكبيةٍ، أو أية آليةٍ أخرى لتقليص الحجم. وتصنف الجزيئات الناجمة على أنها هوائية بهدف استرجاع الجسيمات النانوية. أما في عملية الانحلال الحراري تجبر السوائل والغازات على المرور عبر فتحةٍ في ظروف الضغط العالي أو الاحتراق. حيث تصنف المادة الصلبة (صورةً من صور الدخان الأسود) الناجمة على أنها هوائية بهدف استرجاع جزيئات الأكسيد من تلك الغازات الناجمة عن عملية الانحلال تلك. وغالباً ما ينجم عن عملية الانحلال الحراري تجمعاتٍ وكتلٍ بدلاً من جزيئاتٍ أوليةٍ منفردةٍ.
و يمكن إنتاج الطاقة المطلوبة لتبخير الجزيئات دقيقة الحجم من خلال البلازما الحرارية. وتندرج درجات حرارة البلازما الحرارية ضمن مجال ترتيب 10000 ك، والتي تسهل من تبخر المسحوق الصلب، حيث تتشكل الجسيمات النانوية في أثناء عملية التبريد خلال نفاذها من منطقة البلازما. وتعد أهم صور بطاريات البلازما الحرارية والمستخدمة في مجال تصنيع الجسيمات النانوية بطارية dc plasma jet وبطارية dc arc plasma وكذلك بطارية بلازما إنتاج ترددات الراديو. وما يحدث في مفاعلات بلازما القوس (arc plasma) هو أن الطاقة اللازمة لعملية التبخر ورد الفعل يتم توفيرها من خلال قوس إلكتروني والذي يتشكل تحت ضغط جوي. ويتم التبريد السريع للخليط الناجم من غاز البلازما وبخار السيليكون من خلال تبريده مع الأكسجين، وبالتالي ضمان جودة منتج السيليكا المتبخرة. أما في بطاريات بلازما إنتاج ترددات الراديو، فإن الطاقة المصاحبة للبلازما تستكمل من خلال مجال كهرومغناطيسي منتج بواسطة ملف التخليق. ولا يتصل غاز البلازما مع الأقطاب الكهربائية، وبالتالي يمحو المصادر المتاحة للاحتواء ومن ثم يسمح بحدوث عملية مثل بطاريات البلازما تلك والمصاحبة لقطاع عريض من الغازات ومنها الخاملة والمقلصة والمؤكسدة والأجواء التآكلية الأخرى.
و يترواح التردد العامل فيما بين 200 كيلو هيرتز و40 ميجا هيرتز. حيث تعمل الوحدات المعملية تحت مستويات قوة بترتيب من 30- إلى 50 ك وات، في حين أ، الوحدات الصناعية الضخمة قد تم اختبارها تحت مستويات قوة تصل إلى 1 ميجا وات. وبما أن وقت الإقامة لقطرات التغذية المحقونة في البلازما قصيرٌ جداً، فمن المهم أن تكون أحجام القطرات صغيرةً بصورةٍ مكافيةٍ لإحداث عملية تبخرٍ كاملٍ. واستخدمت طريقة بلازما إنتاج التردد بهدف تركيب وتصنيع مواد الجسيمات النانوية المختلفة، وعلى سبيل المثال تركيب جسيمات الخزف النانوية المتنوعة ومنها أكاسيد، كربورات، كربيدات ونيتريدات للـ (Ti و SI) (انظر تقنية إنتاج البلازما).
و غالباً ما يستخدم تكثيف الغازات الخاملة في عملية إنتاج الجسيمات النانوية من المعادن ذات نقاط الزوبان المنخفضة. حيث يتبخر المعدن في غرفةٍ محكمةٍ ثم يتم تبريده بصورةٍ فائقةٍ مع تدفقٍ لتيار غازٍ خاملٍ. ثم يتكثف البخار المعدني المبرد بشدة ليصبح في صورة جزيئاتٍ نانوية الحجم، والتي يجرها تيار الغاز الخامل المتدفق ويرسبها في طبقةٍ سفليةٍ.

### تقنية الصل-جل
تمثل عملية الصل-جيل أسلوب كيميائي رطب والتي تعرف أيضاً بأنها (عملية ترسيب المحلول اليكميائي)، حيث تستخدم حديثاً في مجالات علوم المواد وهندسة السيراميك أو هندسة الخزف. وتستخدم تلك الطرق بصورةٍ أساسيةٍ في تصنيع المواد (و بصورةٍ متماثلة الأكسيد المعدني) بدايةً من المحلول الكيميائي (وتشير صول إلى المحلول) والذي يمثل سابقةً لشبكةٍ متكاملةٍ (أو جل) من جزيئاتٍ متقطعةٍ أو شبكات المبلمرات.
و من السوابق المماثلة كلٌ من اللافلزات القابلة للاشتعال الكلوريد الفلزي، واللذان يسفران عن وقوع تفاعلي الحلمأة والتكثيف المتعدد للجزيئات وذلك بهدف تشكيل إما شبكة من "نسيج ممطوط صلب"" أو محلول غرواني (أو عملية تشتت أو تذبذب) – وهو نظام مكون من جزيئات دقيقة الصغر متقطعة (غالباً ما تكون مادة لابلورية) والتي تتشتت أو تتبعثر إلى درجاتٍ عدةٍ في السائل العائل لها. وتتضمن عملية تكوين أكسيد المعدن أو الفلز ربط مراكز المعدن بواسطة روابط أو جسورoxo (M-O-M) و hydroxo (M-OH-M)، ومن ثم إنتاج بوليمرات OXO فلزية أو بوليمرات hydroxo المعدنية بالمحلول. ومن ثم يرتقي المحلول نحو تكوين أنظمة شبيهة بالجيل أو الهلام مزدوجة المرحلة والتي تشتمل على كلٍ من المرحلة السائلة والمرحلة الصلبة واللتين يتراوح تشكيلهما من الجزيئات المتقطعة إلى شبكات البوليمر المستمرة.
أما في حالة الغروانيات، فإن تكسير حجم الجسيمات (أو كثافة الجسيم) قد تكون منخفضة جداً بصورةٍ تجعل كميةً ضروريةً من السائل في حاجةٍ ليتم إزالتها مبدئياً من أجل التعرف على الخصائص المادة الشبيهة بالهلام. ويمكن استكمال مثل تلك العملية من خلال مجموعةٍ من الطرق. إلا أن أسهلها إتاحة الوقت الكافي لحدوث الترسيب، ومن ثم سكب باقي السائل. كما يمكن الاستفادة من عملية التثفيل في تسريع عملية انفصال المرحلة.
تتطلب مرحلة إزالة السائل المتبقي (المذيب) عملية تجفيف، والتي يصاحبها بصورةٍ مطابقةٍ مقدارٍ ضروريٍ من الانكماش والتكثيف. ويتحدد المقدار الذي يمكن عنده التخلص من المذيب بواسطة توزيع المسامية بالجل أو الهلام. ومن ثم سيتأثر أقصى تركيبٍ دقيقٍ للمنتج النهائي بصورةٍ واضحةٍ قويةٍ بالتغيرات التي تم تنفيذها خلال تلك المرحلة من عملية المعالجة. بعد ذلك، غالباً ما تكون هناك حاجةً ضروريةً للمعالجة الحرارية أو المعالجة بالنار بهدف لصالح مزيدٍ من التكثيف البوليمري وزيادة الخواص الميكانيكية والثبات البنائي من خلال عمليات التلبد النهائي، التكثيف، ونمو الحبوب. كما تتمثل أحد المزايا البارزة لاستخدام تلك المنهجية المناقضة لأساليب المعالجة الأكثر تقليديةٍ في أن التكثيف غاباً ما يمكن الحصول عليه في درجات حرارةٍ أكثر انخفاضاً.
يمثل أسلوب (صول-جيل) تقنيةً رخيصةً ومنخفضة الحرارة والتي تسمح بالتحكم بالتركيب الكيميائي للمنتج. حتى الكميات الصغيرة من عوامل الإشابة ومنها الأصباغ العضوية والمعادن الأرضية النادرة يمكن تقديمها ضمن منتجات الجل أو الهلام والتي ينتهي بها الحال بالتفرق والتشتت بصورةٍ متسقةٍ في المنتج النهائي. وهي قد تستخدم في عملية معالجة إنتاج الخزف وتصنيعه كذلك كمادة صبٍ للاستثمار أو كوسيلةٍ لإنتاج رقائقٍ رفيعةٍ من الأكاسيد المعدنية المستخدمة للأغراض المختلفة. كما تتواجد العديد من التطبيقات للمواد المشتقة من تقانة (صول-جل)، سواءً في مجال البصريات الإلكترونيات الطاقة والفضاء وكذلك الاستشعار الحيوي، بالإضافة إلى مجال الطب (على سبيل المثال عرض الأدوية الخاضعة للرقابة) وعملية الفصل (و مثال ذلك تقنية التفريق اللوني أو الاستشراب).

## المواد الغروية (الغروانيات)

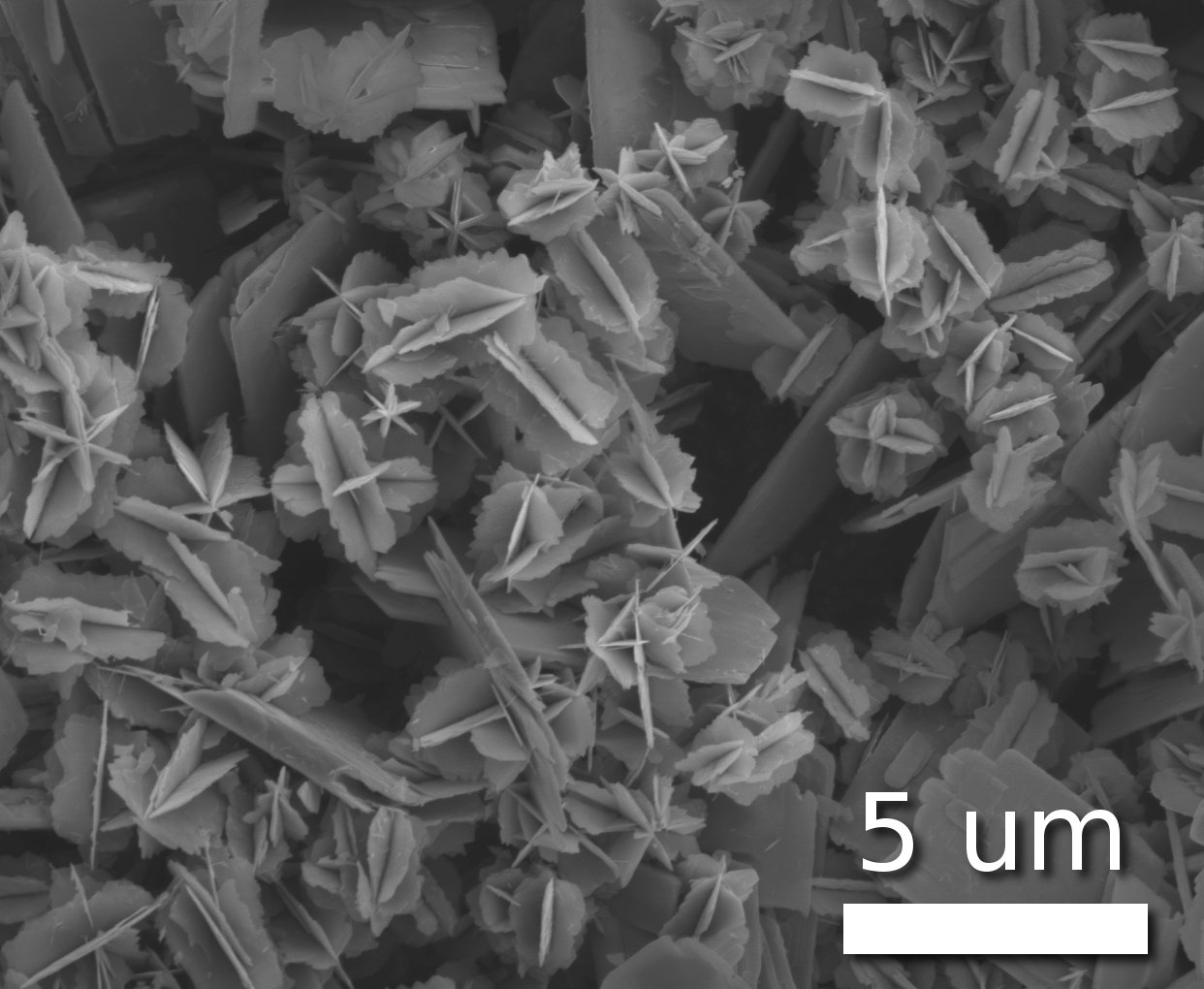
نجمات نانوية لأكسيد فاناديوم رباعي

استخدم مصطلح غرواني بصورةٍ مبدئيةٍ لوصف قطاعٍ عريضٍ من خليط السائل –الصلب (و / أو السائل-السائل)، حيث يحتوي كلٌ منهما على جزيئاتٍ صلبةٍ متقطعةٍ (و / أو سائلةٍ) واليت تتناثر لدرجاتٍ مختلفةٍ من الوسيط السائل. وقد خصص ذلك المصطلح لحجم الجسيمات الفردية والتي تكون أكبر من أبعاد النواة ولكنها صغيرةً بصورةٍ كافيةٍ لعرض الحركة البراونية. فلو كانت الجسيمات كبيرةٍ بصورةٍ كافيةٍ، فإن سلوكها الدينامي في أية لحظةٍ معينةٍ من الزمن في المحلول يتم التحكم فيها وضبطها من خلال قوى الجاذبية والترسب. أما لو كانت أحجامها صغيرةً بصورةٍ كافيةٍ لتتشكل كغروانيات أو غرويات، فإن حركتها العشوائية بالمحلول قد تعزو إلى القصف الجماعي لعددٍ لامتناهٍ من الجزيئات المهتاجة حرارياً بالوسيط المعلق أو المحلول السائل، وذلك كما قام ألبرت أينشتاين بوصفه في أطروحته العلمية. حيث أثبت أينشتاين وجود جزيئات الماء من خلال الإقرار أن سلوك الجسيم الغير منتظم ذلك يمكن وصفه على نحوٍ كافٍ باستخدام نظرية الحركة البراونية، حيث يكون الترسيب نتيجةً متوقعةً طويلة الأمد. ويتراوح ذلك المدى الحرج في الحجم (قياس الجسيم) من (10−9 م) نانومتر إلى (10−6 م) ميكرومتر.

## المورفولوجيا
اعتاد العلماء تسمية جسيماتهم تيمناً بالأشكال الواقعية المحيطة بهم والتي قد يمثلونها. حيث ظهرت في أطروحاتهم العلمية وأدبياتهم الكثير من تلك المصطلحات ومنها الكرات النانوية، الشعاب النانوية، والصناديق النانوية. كما قد تظهر تلك الأشكال كتأثيرٍ تلقائيٍ لعامل نموذجي أو موجه متواجد في التركيبات ومنها مستحلبات مسيلية أو مسام أكسيد الألومونيوم، أو أنها قد تتواجد من أنماط النمو الكريستالية الفطرية والخاصة بالمواد نفسها. كما أن بعض تلك الأشكال قد تخدم هدفاً خاصاً في حد ذاته ومنها الأنابيب النانوية الكربونية الطويلة والمستخدمة لوصل تقاطعاً كهربائياً، أو حتى مجرد للفضول العلمي ومنها النجمات المتواجدة على يسار النص.
و غالباً ما تتخذ الجسيمات الغير بلورية أشكالاً كرويةً (و ذلك نتيجة توحد خواصها التريكيبية الدقيقة) – في حين تتماثل الشعيرات الكريستالية الدقيقة متغايرة الشكل مع طبيعتها البلورية الخاصة. ويتم الإشارة إلى النهاية الصغيرة لمدى الحجم علها أنها تجمعٌ. وتمثل كلٌ من الكرات والقضبان والألياف بالإضافة إلى الكؤوس نماذجاً للأشكال التي تتخذها الجسيمات في نموها. وتسمى دراسة الجسيمات الدقيقة micromeritics.

## الوصف
تمثل عملية وصف الجسيمات النانوية مرحلةً ضروريةً لفهم وضبط كلٍ من مجالي تركيب وتطبيقات الجسيمات النانوية. وتتم عملية الوصف من خلال استخدام مجموعةٍ متنوعةٍ من التقنيات والتي تشتق أساساً من علم المواد. ومن التقنيات العامة المجهر الإلكتروني الماسح (TEM, SEM)، مجهر الطاقة الذرية (AFM)، تبعثر الضوء الديناميكي (DLS)، مطيافية أشعة اكس الضوئية الالكترونية (FTIR)، حيود المسحوق بالأشعة السينية (XRD)، مطياف تحويل فورييه بالأشعة تحت الحمراء (FTIR)، مصفوفة امتزاز الليزر/وقت التأيين الخاص بطيف الكتلة الطيران (MALDI-TOF)، طيف الأشعة فوق البنفسجية المرئية، تداخل ثنائي الأقطاب والرنين النووي المغناطيسي (NMR).
في حين كانت النظرية معروفة منذ ما يقرب على قرنٍ من الزمن (انظر روبرت براون)، إلا أن تقنية التحليل التتبعي لتقانة النانو (NTA) تسمح بالتتبع المباشر للحركة البراونية ومن ثم تتيح تلك الطريقة بتحديد حجم الجسيمات الفردية بالمحلول.

## السلامة
انظر أيضاً: علم السموم النانوي، الجسيم وتنظيم تقنية النانو
تمثل الجسيمات النانوية مصدراً للخطورة المحتملة سواءً الطبية أو البيئية. ويرجع معظم تلك المخاطر إلى ارتفاع نسبة السطح إلى الحجم، والتي تجعل من الجسيمات متفاعلةً بصورةٍ عاليةٍ أو محفزةً كذلك. كما أنها أيضاً قادرةً على النفاذ خلال أغشية الخلية بالكائنات الحية، بالإضافة إلى أن تفاعلاتها مع الأنظمة البيولوجية الحيوية مجهولة. إلا أن دخول الجسيمات إلى نواة الخلية أو جهاز غولجي أو الشبكة الإندوبلازمية أو غيرها من المكونات الخلوية الداخلية أمر مستبعد بسبب حجم الجسيمات والتكتل بين الخلايا. على الرغم من ذلك، تميل الجسيمات النانوية الحرة في البيئة إلى التكتل والتجمع ومن ثم تغادر النظام النانوي، كما توفر الطبيعة ذاتها العديد من الجسيمات النانوية والتي قد تكون الكائنات الحية على الأرض طورت من مناعتها تجاهها (و منها جزيئات الملح من الضبوب المحيطي التربين من النباتات، بالإضافة إلى الغبار المنبعث من الانفجارات البركانية. هذا بالإضافة إلى أن المزيد من المعلومات تم رصدها في مقالة تقانة الصغائر
و بناءً على ما ورد بجريدة سان فرانسيسكو كرونيكل: «أوضحت دراسات الحيوان أن بعض الجسيمات النانوية قد تخترق الخلايا والأنسجة، وتتحرك خلال الجسد والمخ مسببةً تلفاً كيميائياً حيوياً. هذا بالإضافة إلى أن الجسيمات النانوية أوضحت أن لها مخاطراً على الرجال نتيجة الإصابة بسرطان الخصية. إلا أن الافتراض بأن مستحضرات التجميل وكريمات الوقاية من أشعة الشمس والمحتوية على مواداً نانويةً تحمل في طياتها مخاطر للصحة ما زال مجهولةً وغير مثبتةً، ريثما يتم الانتهاء من الدراسات طويلة المدى والتي بدأتها إدارة الغذاء والدواء الأمريكية وغيرها من الوكالات الأخرى.» كما وجد أن جسيمات الديزل النانوية تسبب ضرراً بالجهاز الدوري عند نموذج فأر.

## هوامش
1 ويسميه البعض الجسيم متناهي الصغر

## وصلات خارجية
- Nanohedron.com صور للجسيمات النانوية
- اكتساب وتقييم والعرض العام للبيانات والنتائج الاجتماعية للمواد النانوية
- جمعية الحويصلية الدولية
- معمل تقانة النانو للألياف at جامعة كورنيل
- تقييم المخاطر الصحية للجسيمات النانوية ملخصاً أعده جرين فاكتس بالمفوضية الأوروبية اللجنة العلمية لتقييم المخاطر الصحية الحديثة
- مواد نانوية
- جسيمات نانوية تستخدم في تحويل الطاقة الشمسية (علم يوميا).
- تطبيقات الجسيمات النانوية في مجالي الأحياء والطب
- تطبيقات الجسيمات النانوية
- مجلة أبحاث الجسيمات النانوية
- مؤتمرات واجتماعات الجسيمات النانوية
- محاضرات عن كل مراحل علم وتقنية الجسيمات النانوية